# Batalla de Esvindax
La batalla de Esvindax se libró en la primavera de 1022 entre las fuerzas del Imperio bizantino, lideradas por el emperador Basilio II, y el Reino de Georgia, liderado por Jorge I en Esvindax (en georgiano: სვინდაქსი, romanizado: Suindax) en la provincia de Basiani. La batalla terminó con una victoria bizantina. A raíz del conflicto, Jorge I de Georgia se vio obligado a negociar un tratado de paz que puso fin a las guerras bizantino-georgianas por la sucesión de los dominios de David III de Tao.